# 33889 Jengebo
33889 Jengebo este o planetă minoră (asteroid), cu un diametru de 1,906 km, din centura de asteroizi. A fost descoperită pe 28 mai 2000 la Experimental Test Site⁠(d) de Lincoln Near-Earth Asteroid Research. 
Obiectul prezintă o orbită caracterizată de o semiaxă mare de 2,2316958 UAi, o excentricitate de 0,18, o înclinație de 6,51699 ° în raport cu ecliptica.